# 大瓦夫赖
大瓦夫赖（法語：Vavray-le-Grand，法語發音：[vavʁɛ lə ɡʁɑ̃]）是法国马恩省的一个市镇，位于该省东南部，与小瓦夫赖相邻，属于维特里勒弗朗索瓦区。

## 地理
大瓦夫赖（48°47'55"N, 4°42'25"E）面积7 平方千米，位于法国大東部大區马恩省，该省份为法国东北部内陆省份，北起阿登省，西北接埃纳省，西南接塞纳-马恩省，南至奥布省，东南接上马恩省，东临默兹省。
与大瓦夫赖接壤的市镇（或旧市镇、城区）包括：巴叙埃、尚日、埃尔斯莱韦克、小瓦夫赖。

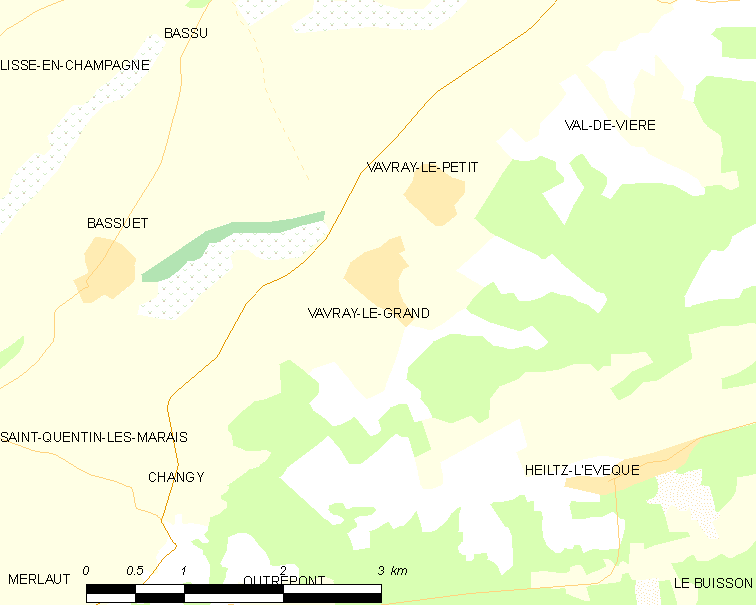
大瓦夫赖的OSM定位图

大瓦夫赖的时区为UTC+01:00、UTC+02:00（夏令时）。

## 行政
大瓦夫赖的邮政编码为51300，INSEE市镇编码为51601。

## 政治
大瓦夫赖所属的省级选区为塞迈兹莱班县。

## 人口

1962-2008年间大瓦夫赖人口变化图示

大瓦夫赖于2022年1月1日时的人口数量为170人。